# Ciro el Grande en la Biblia

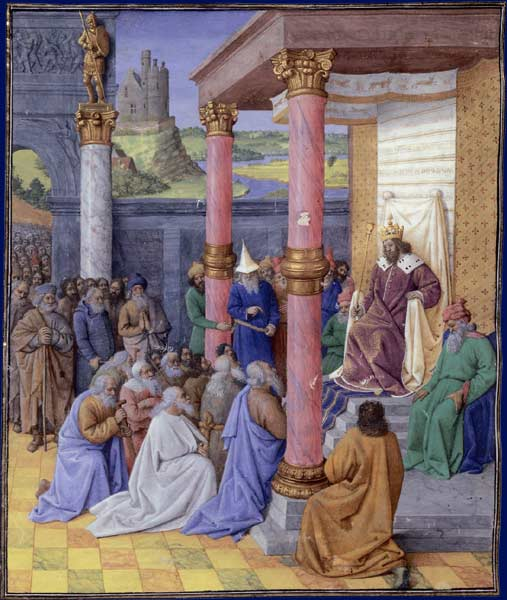
Representación de Ciro el Grande por Jean Fouquet, 1470.

Ciro el Grande (c. 600 o 576-530 a. C.) figura en la Biblia hebrea como el patrón y libertador de los judíos. Es mencionado 23 veces por su nombre y aludido varias veces más. Según la Biblia, Ciro el Grande, rey de Persia, era el monarca bajo el cual la cautividad babilónica acabó. En el primer año de su reinado es incitado por Dios para decretar que el Templo en Jerusalén debía ser reconstruido y que los judíos que lo desearan pudieran regresar a su tierra.Además, mostró interés en el proyecto al devolver los recipientes sagrados que se habían tomado del Primer Templo y una suma considerable de dinero para comprar materiales de construcción.

## Ciro en Babilonia y la conexión judía

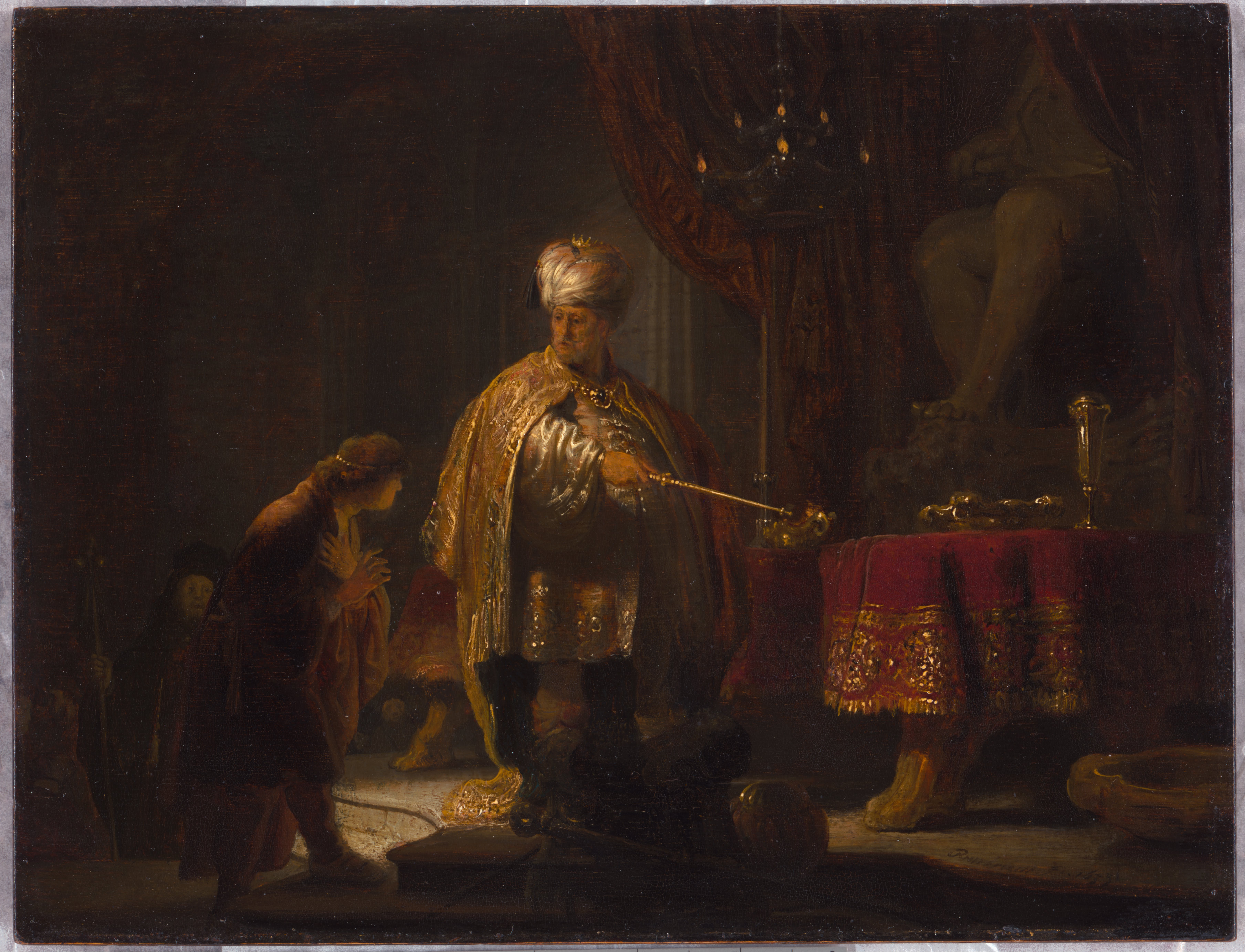
Pintura de Ciro el Grande con Daniel

Ciro el Grande es incondicionalmente alabado en las fuentes hebreas. Probablemente, después de la conquista persa de Babilonia, Ciro comenzó su relación con los dirigentes judíos en el exilio, y más tarde fuera considerado como ungido por Dios.
La Biblia hebrea declara que Ciro emitió el decreto de liberación de los judíos. El edicto de Ciro para la reconstrucción del Templo en Jerusalén marcó una gran época en la historia del pueblo judío. Según Esdras 4:1–6 "los enemigos de Judá y Benjamín" pidieron ayuda para construir el templo, y cuándo este se negó, contrató consejeros para frustrar al pueblo de Judá de completar la reconstrucción durante los reinados de Ciro, Jerjes ('Asuero'), y Artajerjes, hasta el reinado de Darío II. El trabajo se retomó tras las exhortaciones de los profetas, y cuando las autoridades preguntaron a los judíos qué derecho tenían para construir un templo, se refirieron al decreto de Ciro. Darío II, que entonces reinaba, provocó la búsqueda de este presunto decreto, y se encontró en los archivos en Ecbatana, con lo que Darío reafirmó el decreto y el trabajo procedió a su triunfal finalización.
Una crónica elaborada justo después de la conquista de Babilonia por Ciro cuenta la historia del reinado de Nabonido ('Nabuna'id'), el último rey de Babilonia, y de la caída del imperio babilónico. En 538 a. C., hubo una revuelta en el sur de Babilonia, mientras que el ejército de Ciro entró en el país desde el norte. En junio, el ejército de Babilonia fue completamente derrotado en Opis, e inmediatamente después Sippara abrió sus puertas al conquistador. Gobrias (Ugbaru), el gobernador de Media, fue enviado a Babilonia, que se rindió "sin pelear", y los servicios diarios en los templos continuaron sin interrupción. En octubre, el propio Ciro llegó y proclamó una amnistía general, que fue comunicada por Gobrias a "toda la provincia de Babilonia", de la que había sido nombrado gobernador. Mientras tanto, Nabonido, que se había ocultado, fue capturado, pero fue tratado con honor; y cuando murió su esposa, Cambises II, el hijo de Ciro, dirigió el funeral. Ciro ahora asumió el título de "rey de Babilonia", afirmó ser descendiente de los antiguos reyes e hizo ricas ofrendas a los templos. Al mismo tiempo, permitió que las poblaciones extranjeras que habían sido deportadas a Babilonia regresaran a sus antiguas casas, llevando consigo las imágenes de sus dioses. Entre estas poblaciones estaban los judíos, quienes, como no tenían imágenes, se llevaron consigo los vasos sagrados del templo.

Abundan las especulaciones sobre el razonamiento para la liberación de Ciro de los judíos de Babilonia. Un argumento es que Ciro fue seguidor de Zoroastro, el profeta monoteísta: el zoroastrismo desempeñó un papel religioso dominante en Persia a lo largo de su historia hasta la conquista islámica. Como tal, habría sentido un espíritu afín con los judíos monoteístas. Otra posibilidad es el respeto magnánimo que se le atribuye en haber demostrado hacia las diversas creencias y costumbres de los pueblos dentro de su extenso reino. Como un ejemplo, tras la conquista de Babilonia, se registra que rindió homenaje en el templo del dios babilónico Marduk, obteniendo así el apoyo del pueblo babilónico y minimizando el derramamiento de sangre. Si bien la tradición judía, como se describió anteriormente indica que "el Señor inspiró al rey Ciro de Persia para emitir esta proclamación", en el Cilindro de Ciro rinde homenaje a Marduk. Este documento babilónico ha sido interpretado como una referencia al regreso a su tierra natal de varios grupos culturales desplazados, uno de los cuales podrían haber sido los judíos:

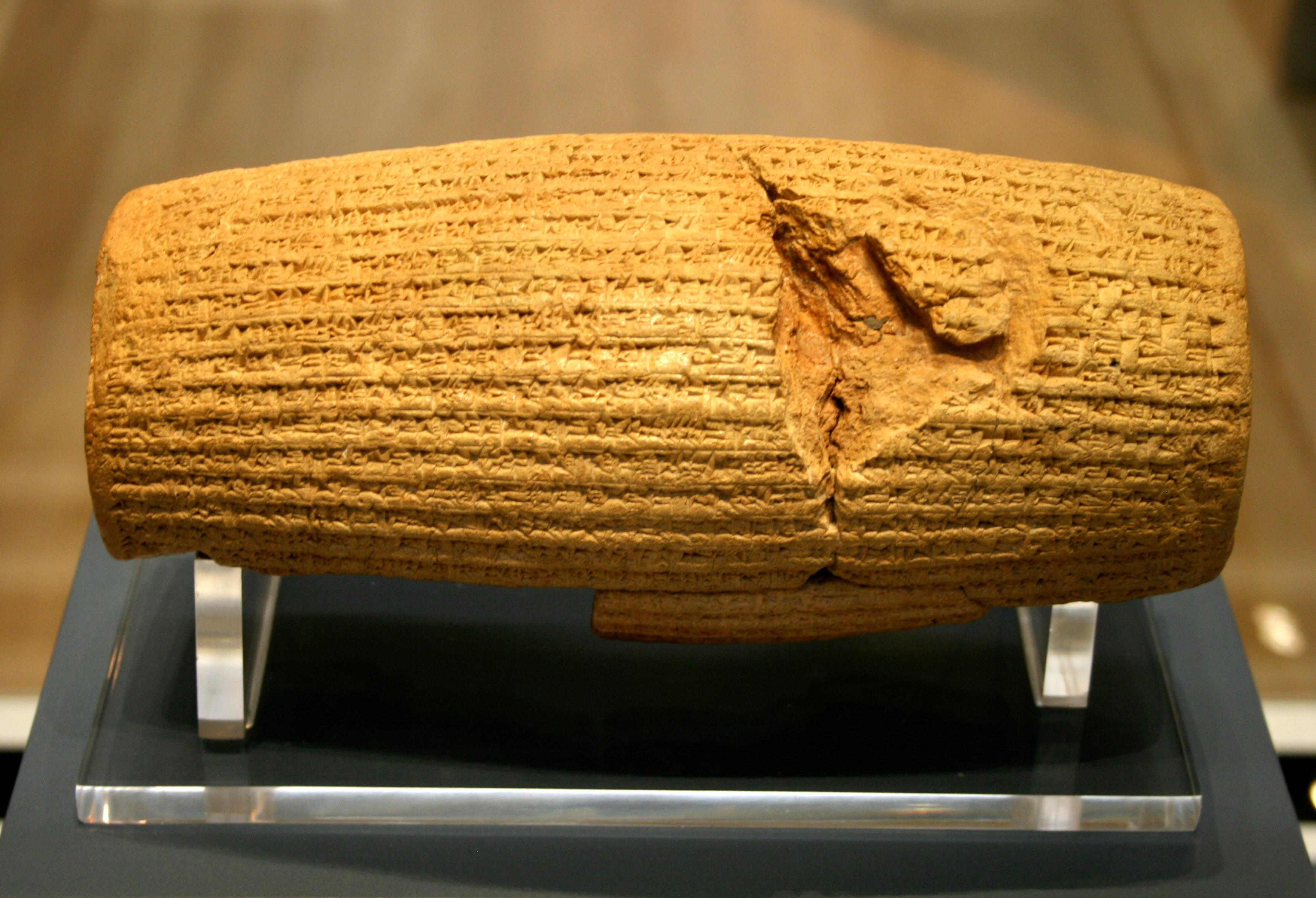
El cilindro de Ciro, que confirma que Ciro permitió a los cautivos en Babilonia regresar a sus tierras nativas, lo que le valió un lugar de honor en el judaísmo.

Desde [Babilonia] a Aššur y (desde) Susa, Agade, Ešnunna, Zamban, Me-Turnu, Der, hasta la región de Gutium, los centros sagrados al otro lado del Tigris, cuyos santuarios habían sido abandonados por durante un largo tiempo, devolví las imágenes de los dioses, que habían residido allí, a sus lugares y les dejé morar en moradas eternas. Reuní a todos sus habitantes y les devolví a sus moradas. Además, al mando de Marduk, el gran señor, me instalé en sus habitaciones, en agradables moradas, los dioses de Sumer y Akkad, a quienes Nabonido, para la ira del señor de los dioses, había traído a Babilonia. (líneas 30–33)
Sin embargo, otros han sostenido que debe referirse solo a personas asociadas al culto de la imagen en lugar de deportados. Diana Edelman sostiene que surgen graves dificultades cronológicas cuando aceptamos que los judíos regresaron durante el reinado de Ciro.
Los términos utilizados por el autor del Déutero-Isaías recuerdan ciertos pasajes en el Cilindro de Ciro: Tradicionalmente, se creía que estos pasajes en Isaías eran anteriores a la regla de Ciro por alrededor de 100 años, sin embargo, la mayoría de los eruditos modernos datan de Isaías 40-55 (a menudo referido como el Déutero-Isaías), hacia el final del exilio en Babilonia (c. 536 a. C.). Mientras que Isaías (referido como Proto-Isaías) vio la destrucción de Israel como inminente, y la restauración en el futuro, el Déutero-Isaías habla de la destrucción en el pasado (Isaías 42: 24–25), y la restauración como inminente (Isaías 42: 1-9). Observe, por ejemplo, el cambio en la perspectiva temporal de (Isaías 39: 6–7), donde el cautiverio babilónico se proyecta lejos en el futuro, a (Isaías 43:14), donde ya se habla de los israelitas como en Babilonia. Según el crítico R.N. Whybray, el autor del Déutero-Isaías (capítulos 40-55) se equivocó porque pensó que Ciro destruiría a Babilonia, pero no lo hizo. Ciro la hizo más espléndido que nunca. Pero sí permitió que los exiliados judíos volvieran a casa, aunque no de la manera triunfante que esperaba el Déutero-Isaías:
¿Quién lo ha suscitado en Oriente? ¿Quién convoca la victoria que aclama a cada paso? ¿Quién le entrega las naciones y le somete a reyes? Su espada les hace polvo y su arco los esparce como paja. Los persigue y avanza sin obstáculos, sus pies apenas tocan el camino. ¿Quién es el autor de este hecho sino el que llama a las generaciones desde el principio? Yo, el Señor, que soy el primero y estaré con el último.
Entonces la alianza entre Ciro y Dios se hace explícita:
Así dice el Señor a su ungido, a Ciro, a quien ha tomado con su mano derecha para someter a las naciones delante de él y despojar a los reyes de los lomos, para forzar puertas delante de él para que sus puertas no se cierren más: iré antes de que usted nivele Las alturas. Romperé las puertas de bronce, romperé las barras de hierro. Te daré los tesoros escondidos, los tesoros secretos, para que sepas que yo soy el Señor.
Entre las fuentes judías clásicas, el historiador Flavio Josefo (siglo I d. C.) menciona que Ciro liberó a los judíos del cautiverio y ayudó a reconstruir el templo. También escribió a los gobernantes y gobernadores que deberían contribuir a la reconstrucción del templo y les ayudó a reconstruir el templo. Josefo describe una carta de Ciro a los judíos:

«He dado permiso a tantos judíos que habitan en mi país como por favor para regresar a su propio país, reconstruir su ciudad y construir el templo de Dios en Jerusalén en el mismo lugar donde estaba antes. También he enviado a mi tesorero Mitrídates y Zorobabel, el gobernador de los judíos, para que puedan sentar las bases del templo, y puedan construirlo a sesenta codos de altura, y de la misma latitud, haciendo tres edificios de piedras pulidas, y una de la madera del país, y el mismo orden se extiende hasta el altar donde ofrecen sacrificios a Dios. También requiero que los gastos de estas cosas se den de mis ingresos. Además, también envié los vasos que el rey Nabucodonosor sacó del templo, y se los di a Mitrídates, el tesorero, y a Zorobabel, el gobernador de los judíos, para que los llevaran a Jerusalén y los devolvieran a la Templo de Dios Ahora su número es el siguiente: cincuenta cargadores de oro y quinientos de plata; cuarenta tazas de oro de Thericle y quinientas de plata; cincuenta basons de oro y quinientos de plata; treinta vasos para verter [las ofrendas de bebidas], y trescientos de plata; treinta frascos de oro y dos mil cuatrocientos de plata; con mil otros vasos grandes. (3) Les permito tener el mismo honor que solían tener de sus antepasados, como también para su ganado pequeño, y para el vino y el aceite, doscientos cinco mil quinientos dracmas; y para la harina de trigo, veinte mil quinientos artabae; y ordeno que estos gastos se les den de los tributos debidos de Samaria. Los sacerdotes también ofrecerán estos sacrificios de acuerdo con las leyes de Moisés en Jerusalén; y cuando los ofrezcan, rezarán a Dios por la preservación del rey y de su familia, para que el reino de Persia pueda continuar. Pero mi voluntad es que aquellos que desobedecen estos mandatos y los anulen, serán colgados en una cruz y su sustancia será llevada al tesoro del rey."»

## Autenticidad del decreto
La naturaleza histórica de este decreto ha sido cuestionada. El profesor Lester L. Grabbe ha argumentado que no hubo un decreto, pero que había una política que permitía a los exiliados regresar a sus países de origen y reconstruir sus templos. También argumenta que la arqueología sugiere que el retorno fue un "goteo" que tuvo lugar durante quizás décadas, lo que resultó en una población máxima de quizás 30.000.
Por contrapartida, Mary Joan Winn Leith sostiene que el decreto en Esdras es auténtico y afirma que Ciro, como otros gobernantes anteriores, estaba a través de ese decreto y el Cilindro tratando de ganar el apoyo de aquellos que podrían serle estratégicamente importantes, particularmente aquellos cercanos a Egipto, que deseaba conquistar. También escribió que "las apelaciones a Marduk en el cilindro y a Yahvé en el decreto bíblico demuestran la tendencia persa a cooptar las tradiciones religiosas y políticas locales en aras del control imperial". La autenticidad del decreto también suele ser aceptada entre círculos de historiadores del Imperio Aqueménida.